# Pergagrapta glabra
Pergagrapta glabra – gatunek błonkówki z rodziny Pergidae.

## Taksonomia
Gatunek ten został opisany w 1882 roku przez Williama F. Kirby’ego pod nazwą Perga glabra. Jako miejsce typowe podał on Sydney. Holotypem była samica. W 1939 roku Robert Bernard Benson przeniósł go do rodzaju Pergagrapta; w tym samym roku opisał on również ten gatunek pod nazwą Pergagrapta malaisei (miej. typ. miasto Windsor w stanie Wiktoria, holotypem była samica). Zsynonimizował on obie nazwy w 1958 roku.

## Zasięg występowania
Pergagrapta glabra występuje w australijskich stanach Queensland, Nowa Południowa Walia i Wiktoria.

## Biologia i ekologia
Znanymi roślinami żywicielskimi są drzewa Eucalyptus crebra i eukaliptus gruborogi z rodziny mirtowatych.